# Cantón de Montfaucon-d'Argonne
El cantón de Montfaucon-d'Argonne era una división administrativa francesa, que estaba situada en el departamento de Mosa y la región de Lorena.

## Composición
El cantón estaba formado por diecisiete comunas:
- Bantheville
- Brabant-sur-Meuse
- Cierges-sous-Montfaucon
- Consenvoye
- Cuisy
- Cunel
- Dannevoux
- Épinonville
- Forges-sur-Meuse
- Gercourt-et-Drillancourt
- Gesnes-en-Argonne
- Montfaucon-d'Argonne
- Nantillois
- Regnéville-sur-Meuse
- Romagne-sous-Montfaucon
- Septsarges
- Sivry-sur-Meuse

## Supresión del cantón de Montfaucon-d'Argonne
En aplicación del Decreto n.º 2014-166 de 17 de febrero de 2014, el cantón de Montfaucon-d'Argonne fue suprimido el 22 de marzo de 2015 y sus 17 comunas pasaron a formar parte del nuevo cantón de Clermont-en-Argonne.